# فرنسيسكو سانتياغو
فرنسيسكو سانتياغو هو ملحن فلبيني، ولد في 29 يناير 1889 في Santa Maria, Bulacan ‏ في الفلبين، وتوفي في 28 سبتمبر 1947 بسبب نوبة قلبية.

## روابط خارجية
- فرنسيسكو سانتياغو على موقع IMDb (الإنجليزية)
- فرنسيسكو سانتياغو على موقع ميوزك برينز (الإنجليزية)